# Hans Albert Einstein

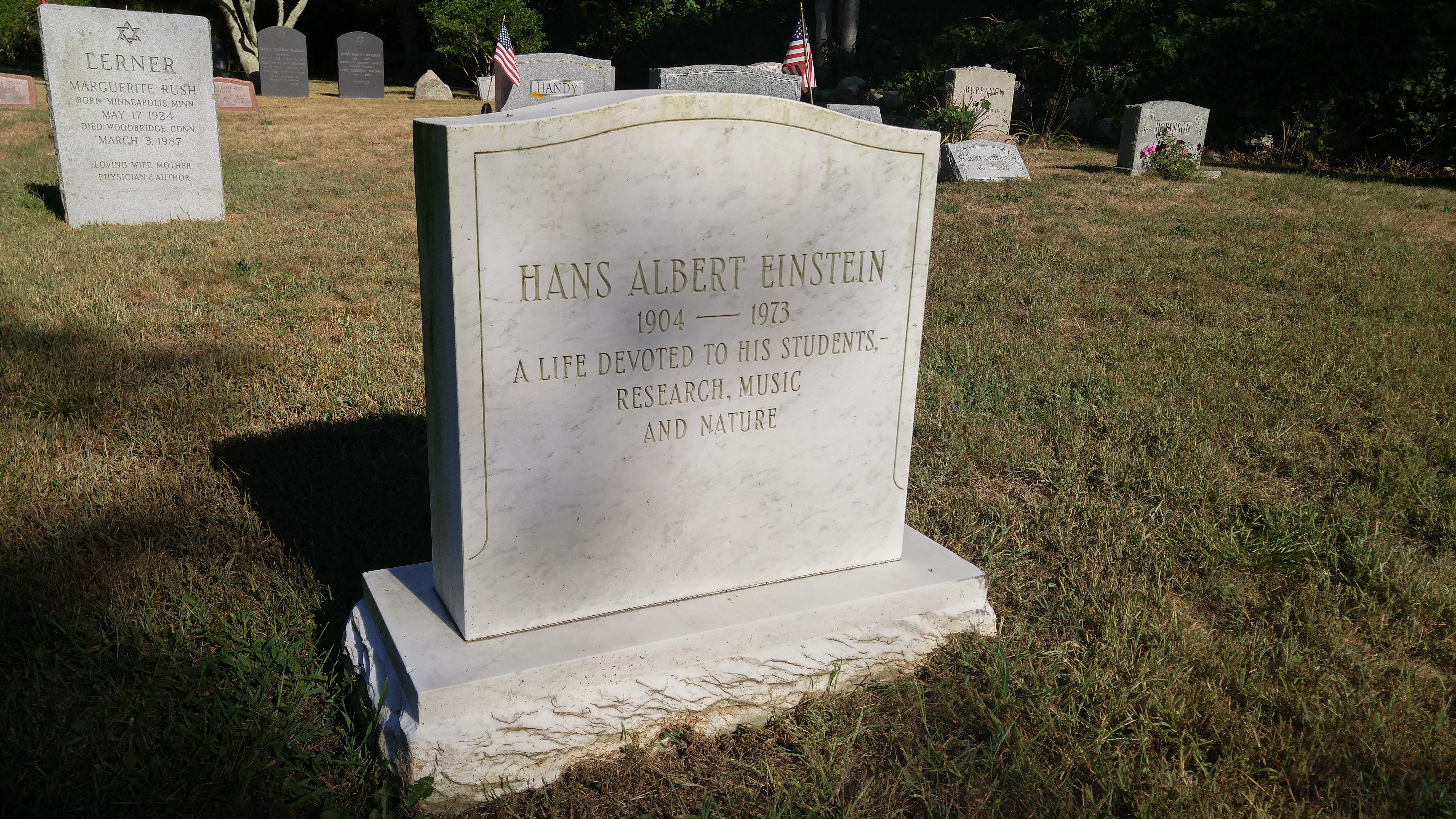
Nagrobek Hansa Alberta Einsteina

Hans Albert Einstein (ur. 14 maja 1904 w Bernie, zm. 26 lipca 1973 w Woods Hole) – amerykański inżynier hydrotechnik i wykładowca akademicki pochodzenia żydowsko-szwajcarskiego.

## Życiorys
Urodził się 14 maja 1904 r. w Bernie jako drugie z trójki dzieci Alberta Einsteina z Milevą Marić. W 1914 r. wraz z rodziną przeniósł się do Berlina, ale wkrótce wyjechał z matką i bratem ponownie do Zurychu. W 1919 r., po pięciu latach separacji jego rodzice rozwiedli się; po ich rozstaniu Hans Einstein intensywnie korespondował z ojcem i spędzał z nim czas, kiedy ten odwiedzał synów w Szwajcarii. Początkowo za jego edukację odpowiadała matka, następnie zaś podjął studia z inżynierii lądowej na Politechnice Federalnej w Zurychu, gdzie wcześniej studiowali jego rodzice. Wybór tego kierunku krytykował jego ojciec, uznając go za obrzydliwy. Studia ukończył w 1926 r. z wyróżnieniem, a po uzyskaniu dyplomu przeniósł się do Niemiec, pracując jako inżynier, m.in. w latach 1926–1930 przy konstrukcji mostu w Dortmundzie. W 1936 r. uzyskał doktorat w dziedzinie nauk technicznych na Politechnice Federalnej w Zurychu.
Po dojściu do władzy w Niemczech nazistów, jego ojciec wyemigrował już w 1933 r., jednak Hans Einstein opuścił kraj później. W 1937 r. wyjechał do USA w poszukiwaniu nowego domu i pracy, a dopiero w 1938 r. wyemigrował wraz z rodziną. Osiadł w Greenville, gdzie rozpoczął pracę dla Departamentu Rolnictwa w agrotechnicznej stacji badawczej w Clemson, a w 1943 r. przeniósł się do Kalifornii, podejmując pracę wykładowcy w California Institute of Technology. W 1947 roku przyjął propozycję pracy na Uniwersytecie Kalifornijskim w Berkeley, gdzie wykładał hydrotechnikę do emerytury w 1971 r., z czasem uzyskując posadę profesora. Po osiągnięciu wieku emerytalnego pozostał na uczelni jako emerytowany profesor i wykładowca do swojej śmierci. Einstein korespondował z ojcem aż do końca jego życia, dyskutując m.in. o kwestiach zawodowych.
W 1927 roku ożenił się z Friedą Knecht, z którą miał trzech synów; ten wybór również był obiektem krytyki ojca, który nawet usiłował zabronić posiadania dzieci z żoną. Wraz z żoną adoptował też wkrótce po urodzeniu dziewczynkę o imieniu Evelyn. Evelyn Einstein uważała, że może być w rzeczywistości owocem któregoś z romansów Alberta Einsteina. Po śmierci pierwszej żony w 1958 r. ożenił się z neurochemiczką Elizabeth Roboz, z którą nie miał dzieci.
Jako uznany specjalista w swojej dziedzinie często podróżował, biorąc udział w konferencjach branżowych. Podczas jednej z takich podróży zmarł 26 lipca 1973 r. w Woods Hole z powodu nagłego incydentu kardiologicznego.
W 1988 r. Amerykańskie Stowarzyszenie Inżynierii Lądowej utworzyło Nagrodę Hansa Alberta Einsteina w celu honorowania wybitnych zasług w badaniach nad erozją, sedymentacją i rozwojem dróg wodnych. W 1991 roku jego druga żona Elizabeth opublikowała książkę poświęconą jego i ich wspólnemu życiu: Hans Albert Einstein: Reminiscences of his Life and our Life Together.